# Dacus formosanus
Dacus formosanus är en tvåvingeart som först beskrevs av Tseng och Chu 1983.  Dacus formosanus ingår i släktet Dacus och familjen borrflugor.
Artens utbredningsområde är Taiwan. Inga underarter finns listade i Catalogue of Life.